# Star Trek: Infinite
Star Trek: Infinite ist ein Globalstrategiespiel mit Star-Trek-Lizenz, das von Nimble Giant Entertainment entwickelt und von Paradox Interactive im Oktober 2023 für Windows und macOS veröffentlicht wurde.

## Entwicklung
Das Spiel wurde während des Summer Game Fest 2023 angekündigt. Für die Produktion war das argentinische Entwicklerstudio Nimble Giant Entertainment verantwortlich. Die Weiterentwicklung des Spiels wurde im April 2024 vorzeitig beendet.

## Spielprinzip
Das Spielprinzip folgt der Formel der 4X-Strategie, wobei ein Großteil der Sternenkarte bereits aufgedeckt ist und nicht erkundet werden muss. Vier Fraktionen haben den Alpha- und Beta-Quadranten bereits aufgeteilt: Klingonen, das Romulaner, Cardassianer und die Vereinigte Föderation der Planeten, wobei jede Fraktion Schwerpunkte besitzt. Die Föderation setzt auf Diplomatie, während die Klingonen kriegerischer vorgehen, die Romulaner vorsichtiger und die Cardassianer den besten Geheimdienst besitzen. Der Spieler erkundet weitere Sonnensysteme, in denen er auch auf kleinere Fraktionen treffen kann, und baut dort Sternenbasen, um Einfluss und Rohstoffe zu gewinnen, die dann in neue Basen, Raumschiffe oder Forschung investiert werden können.

## Rezeption
Benjamin Jakobs machte enorme Ähnlichkeiten zu Stellaris aus, dessen Spielprinzip jedoch bewährt sei und das Preis-Leistungs-Verhältnis fair bleibe. Sebastian Ruppert merkte an, dass sich das Spiel an Trekkies richte. Die Kombination aus Spielprinzip und Star-Trek-Universum sei wie füreinander geschaffen. Die komplexe und spröde Umsetzung bei einem nur langsamen Spielfortschritt sei hingegen hinderlich. Zudem sei die Anzahl gravierender Programmfehler auffällig.
Das Spiel konnte keine nennenswerten Spielerzahlen erreichen und war ein kommerzieller Misserfolg. Bei Steam kam es zum Review Bombing durch die Nutzer, da die Entwicklung von Patches und Erweiterungen kurz nach der Veröffentlichung eingestellt wurde.